# Sally Brown
Pour les articles homonymes, voir Brown.
Sally Brown est un personnage du comic strip Peanuts de Charles Schulz, elle est la sœur cadette du personnage principal, Charlie Brown.
Elle est amoureuse de Linus mais celui-ci ne semble pas éprouver les mêmes sentiments.
Sally est une sœur difficile, elle peut être gentille et douce mais aussi égoïste et obsessionnelle. Elle n'aime pas fournir des efforts (ce qui peut expliquer ses problèmes scolaires) et pense que la vie devrait être simple et facile et que le monde lui doit des explications. Elle cherche toujours la réponse à ses questions. Sally apparaît pour la première fois le 23 août 1959, alors qu'elle n'est que bébé, elle va grandir et deviendra un personnage fondamental des Peanuts. 
Sally est blonde, sa robe est parfois rose mais, dans les adaptations animées des comics, sa robe, est le plus souvent bleu à points noirs. Vers la fin du comic strip, elle porte un pantalon et un t-shirt.
Elle apparaît dans le comic strip pour la dernière fois le 6 février 2000.